# Maracás (indígenas)
Maracás (marakás) são o povo indígena predominante no território do sertão baiano entre o Rio de Contas e o Rio Paraguaçu, cuja "grande aldeia" (ou "aldeamento principal") localizava-se na nascente do Rio Jiquiriçá, lugar onde hoje se localiza a sede do município de Maracás. Presente também nas regiões onde hoje estão os municípios baianos de Ituaçu, Itaberaba, entre outros.